# Wapen van Hanau
Het wapen van Hanau is het wapen van het graafschap Hanau, dat gevoerd werd door de graven van Hanau en hun opvolgers de landgraven van Hessen.

## Stamwapen van het graafschap Hanau

wapen van Hanau

Het wapen van Hanau is zes maal gedeeld via sparren in de kleuren rood en goud.
Na de dood graaf Reinhard II in 1452 ontstonden de twee deelgraafschappen Hanau-Münzenberg en Hanau-Babenhausen (later Hanau- Lichtenberg)

## Wapen van Hanau-Münzenberg

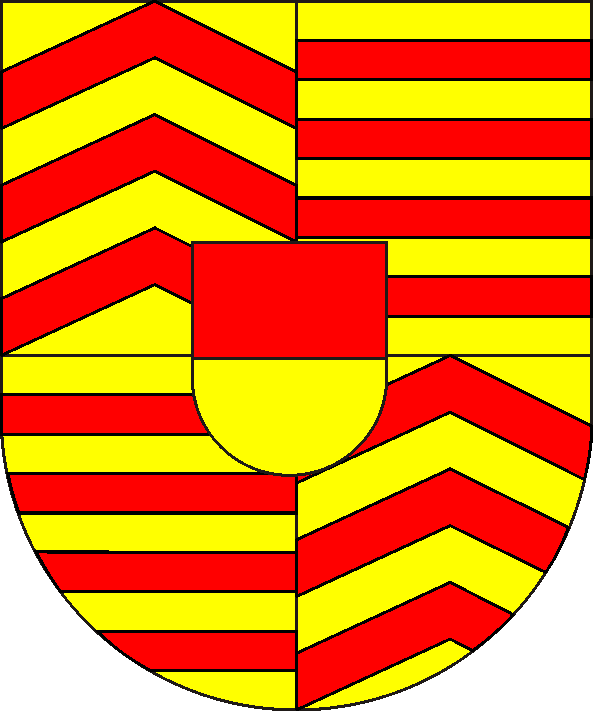
Hanau-Münzenberg
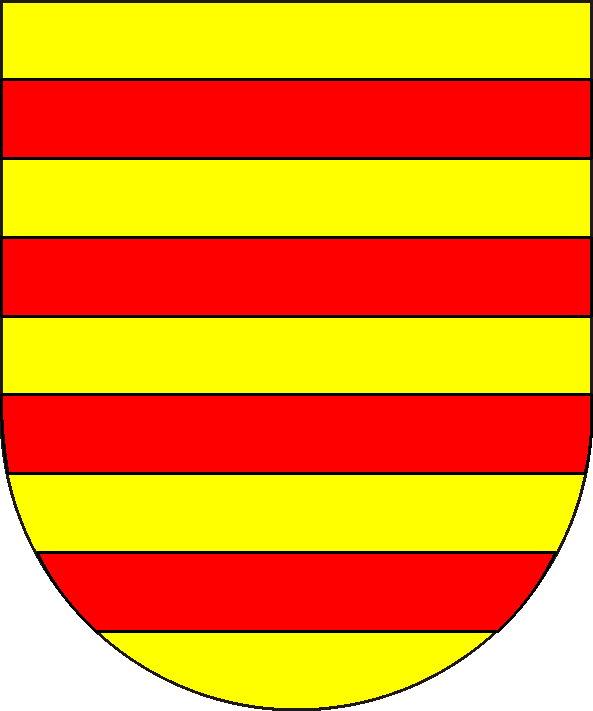
graafschap Rieneck
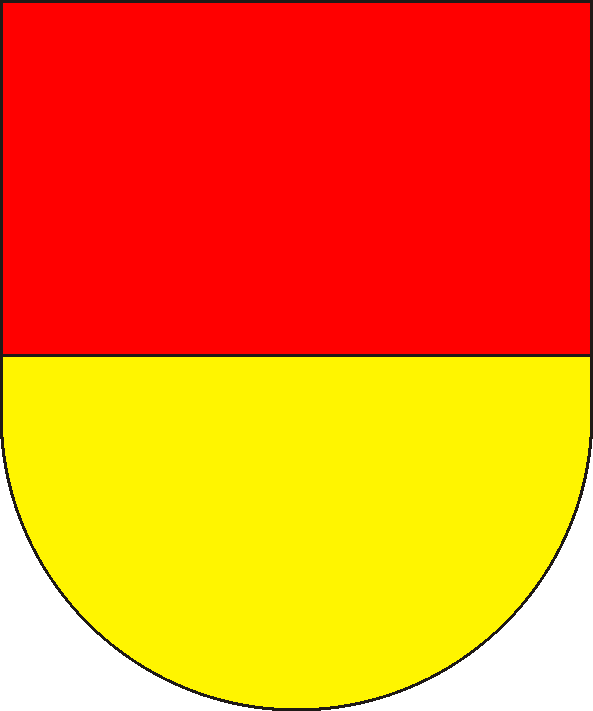
heerlijkheid Münzenberg

Een deel van de heerlijkheid Münzenberg was nog voor de deling van Hanau aan de graven gekomen. In 1559 maakte de graaf aanspraak op de erfenis van de graven van Rieneck, waarna uiteindelijk na een erfstrijd een deel werd verworven.

## Wapen van Hanau-Lichtenberg

### Wapen van Hanau-Lichtenberg van 1547

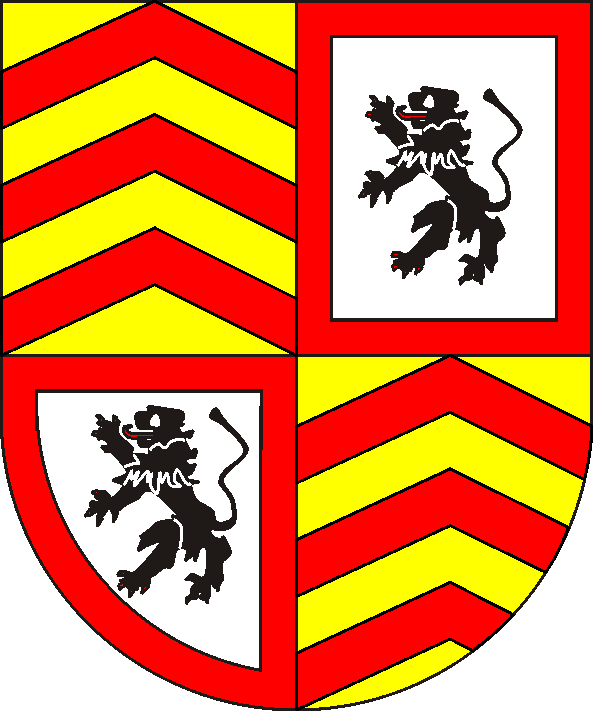
Hanau-Lichtenberg (1547)
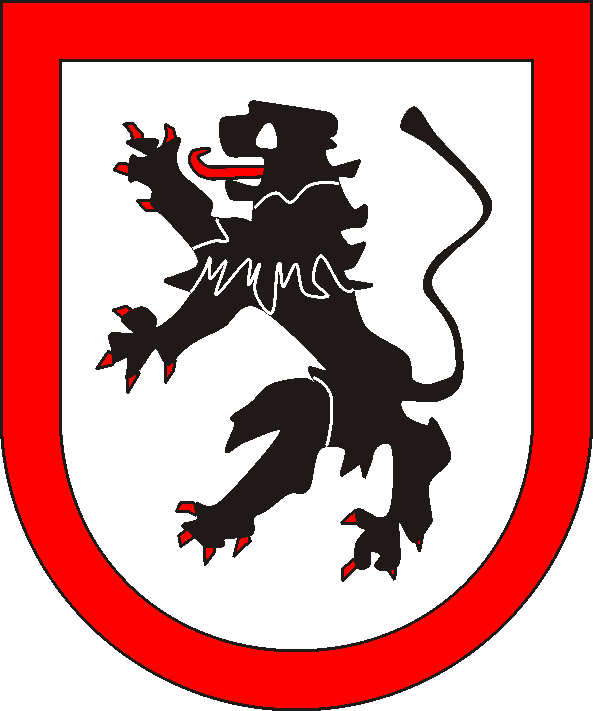
heerlijkheid Lichtenberg

Graaf Filips I van Hanau-Babenhausen trouwde met Anna van Lichtenberg, waardoor de heerlijkheid Lichtenberg in de Elzas verworven werd.

### Wapens van Hanau-Lichtenberg na de erfenis van de graven van Zweibrücken

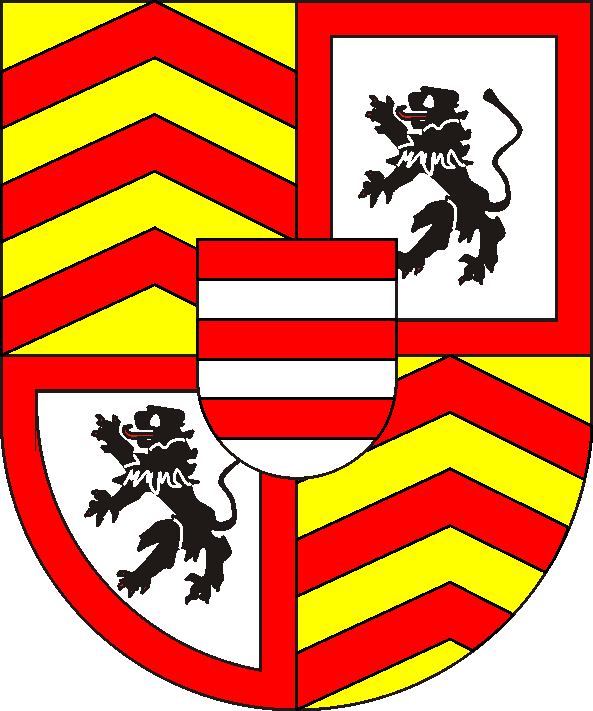
Hanau-Lichtenberg (1597)
Hanau-Lichtenberg (1605)
Hanau-Lichtenberg (1626)
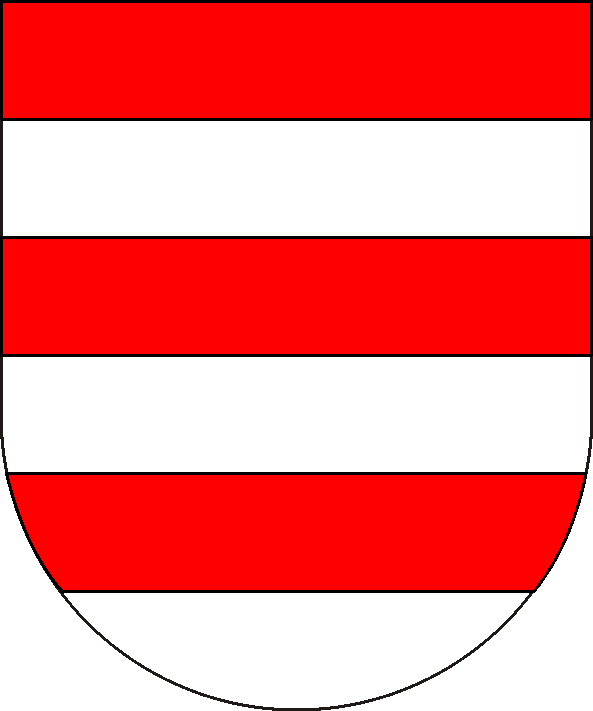
heerlijkheid Ochsenstein
graafschap Zweibrücken
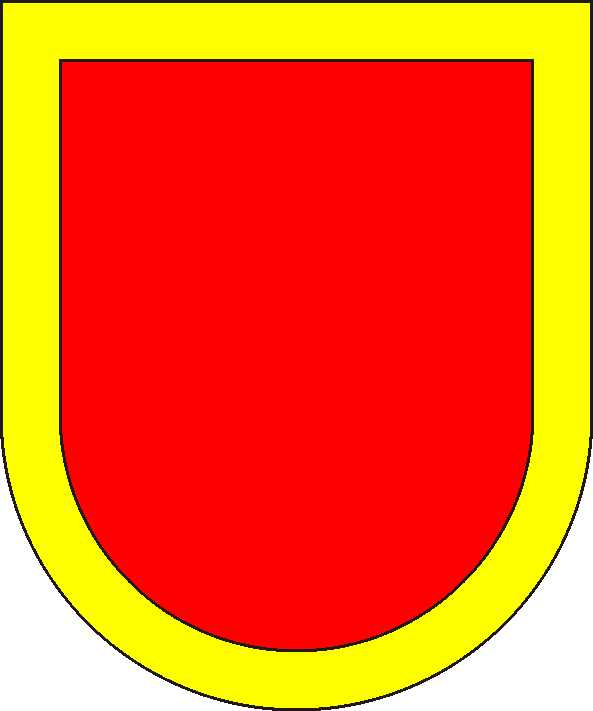
heerlijkheid Bitsch

Ten gevolge van het huwelijk van graaf Filips V van Hanau-Lichtenberg kwam de heerlijkheid Ochsenstein in de Elzas in het bezit van de graven. De andere wapens van de graven van Zweibrücken werden in 1605 ook opgenomen. De volgorde werd veranderd in 1626.

## Wapen van Hanau van 1642

Hanau (1642)

na het uitsterven van de graven van Hanau-Münzenberg in 1642 werden de gebieden voor korte tijd herenigd onder graaf Frederik Casimir van Hanau-Lichtenberg. Reeds in 1680 staat hij Münzenberg af aan zijn neef Filips Reinhard. In 1736 sterft het huis uit. Op grond van erfverdragen komt Hanau-Münzenberg aan Hessen-Kassel en Hanau-Lichtenberg aan Hessen-Darmstadt. De wapens van de gebieden worden opgenomen in het wapen van Hessen.